# Maša Kolanović
Maša Kolanović (Zagreb, 19. studenoga 1979.), hrvatska je spisateljica koja radi kao izvanredna profesorica na Odsjeku za kroatistiku Filozofskog fakulteta Sveučilišta u Zagrebu.

## Životopis
Rođena je u Zagrebu gdje je završila osnovnu školu i Četvrtu gimnaziju. Upisala je studij Kroatistike i Komparativne književnosti 1998. na Filozofskom fakultetu Sveučilišta u Zagrebu, na njemu je diplomirala u listopadu 2003., a doktorirala je u travnju 2010.
Od travnja 2004. radila je kao znanstvena novakinja na Katedri za noviju hrvatsku književnost na fakultetu na kojem je i studirala. Usavršavala se na Sveučilištu u Beču u akademskoj godini 2005./06., na Sveučilištu Texas u Austinu tijekom proljetnog semestra ak. god. 2011./12., na Trinity Collegeu u Dublinu u ožujku i travnju 2017. i na Sveučilištu u New Yorku od siječnja do svibnja 2020.
Bila je predstojnica Katedre za noviju hrvatsku književnost od 2016. do 2018., a od 2013. do 2021. voditeljica je književno-kulturološkog bloka Zagrebačke slavističke škole. Članica je uredništva časopisa Književna smotra. Potpisnica je Deklaracije o zajedničkom jeziku u kojoj se tvrdi da se u Hrvatskoj, Bosni i Hercegovini, Srbiji i Crnoj Gori govore nacionalne standardne varijante zajedničkog policentričnog standardnog jezika.

## Književna i znanstvena djela
Njezina znanstvena djela uključuju:
- Udarnik! Buntovnik? Potrošač...Popularna kultura i hrvatski roman od socijalizma do tranzicije (Naklada Ljevak, Zagreb, 2011.)
- Komparativni postsocijalizam: slavenska iskustva (Zagrebačka slavistička škola – FF press, Zagreb, 2013.)
- The Cultural Life of Capitalism in Yugoslavia (Palgrave Macmillan, New York, 2017., s D. Jelača i D. Lugarić).

Njezina književna djela uključuju:
- Pijavice za usamljene (Student Center, Zagreb, 2001.)
- Sloboština Barbie (V.B.Z., Zagreb, 2008; prevedeno na njemački kao Underground Barbie, Prospero Verlag, Berlin-Münster, 2012.)
- Jamerika trip (Algoritam, Zagreb, 2013.)
- Poštovani kukci i druge jezive priče (Profil knjiga d.o.o., Zagreb, 2019.)[3]

## Nagrade
Godine 2010. dodijeljena joj je godišnja nagrada za znanstvene novake Ministarstva znanosti, obrazovanja i športa iz područja humanističkih znanosti za znanstveni rad.
Dobitnica je nagrade publike pulskoga sajma knjiga Libar na vajk (2019.), nagrade za književnost Vladimir Nazor (2020.) i nagrade Europske unije za književnost (2020.).